# بلو سكاي ستوديوز
إستديو بلو سكاي (بالإنجليزية: Blue Sky Studios)‏ هو إستديو أمريكي للرسوم المتحركة، مملوكة من قبل شركة فوكس للقرن 20 تقع في كونيتيكت -  الولايات المتحدة.

من أشهر أعمالها (سلسلة آيس إيج) و (روبوت) و (هورتون يسمع من!) و (ريو).

## روابط خارجية
- استديوهات بلو سكاي على موقع IMDb (الإنجليزية)